# MERA-60
MERA-60 – polski mikrokomputer opracowany w drugiej połowie lat 70. XX wieku w Instytucie Systemów Sterowania w Katowicach. Bazowa wersja systemu produkowana była przez Centrum Naukowo-Produkcyjne Systemów Sterowania MERASTER, a generalnym dostawcą systemu było Biuro Generalnych Dostaw CNPSS. Specjalizowane moduły sprzętowe i programowe do zastosowań specjalnych produkował Zakład Modeli i Prototypów Instytutu Systemów Sterowania. Seryjną produkcję systemu rozpoczęło w 1979 r. Był produkowany do końca lat osiemdziesiątych i eksportowany do krajów RWPG. Na przykład w roku 1984 z 427 wyprodukowanych egzemplarzy sprzedano za granicę 351. W Polsce znajdował zastosowania między innymi w armii, badaniach jądrowych i na wyższych uczelniach. W trakcie rozwoju opracowywane były wersje o różnych mechanicznych i elektronicznych charakterystykach, nazywane MERA-6xx. Z uwagi na zgodność z PDP-11, a więc też pośrednio z radziecką Elektroniką 60, Polacy serwisujący eksportowane Mery przywozili z ZSRR różne oprogramowanie, również rozrywkowe, między innymi Tetrisa.
W zamierzeniach mikrokomputer przeznaczony był do sterowania procesami technologicznymi, obliczeń inżynierskich oraz badań naukowych. Został opracowany przy użyciu elementów o dużym stopniu scalenia (mikroprocesor serii K-590 produkcji ZSRR, programowo zgodny z komputerami serii PDP-11) oraz elementy krajowe. Był wyposażony w urządzenia peryferyjne produkcji polskiej, jak również krajowe urządzenia sprzężenia z obiektem. W nomenklaturze RWPG nadano mu kryptonim SM-1633 (ros. CM-1633).
MERA-60 była systemem modularnym. Podstawowym elementem systemu była magistrala złożona z 16 linii danych i adresów oraz 23 linii sterujących. Do magistrali był dołączony procesor, moduły pamięci, wybrane moduły standardowe oraz moduły specjalne. Obsługa urządzeń w systemie mogła odbywać się trzema sposobami:
- programowo, na zasadzie badania rejestru stanu wybranego modułu,
- sprzętowo, przez badanie stanu logicznego określonych linii sterujących magistrali, po wykonaniu kolejnego rozkazu,
- sprzętowo, z wykorzystaniem bezpośredniego dostępu do pamięci (DMA)

Przy obsłudze sprzętowej stosowano wektorowy system przerwań, umożliwiający praktycznie natychmiastową identyfikację źródła przerwania i wykonanie programu obsługi. Moduł najbliższy procesora miał najwyższy priorytet obsługi, a moduł najdalszy – priorytet najniższy. Oprócz przerwań sprzętowych mogły występować tzw. przerwania programowe realizowane za pomocą specjalnych rozkazów.
Dostęp w trybie DMA realizowany był głównie przez bardziej zaawansowane sterowniki urządzeń – np. kontroler dysków twardych MDT-60. W tym trybie, bez angażowania procesora, mógł być przetransferowany cały blok danych (o długości zdefiniowanej w odpowiednim rejestrze kontrolera) z urządzenia zewnętrznego do pamięci operacyjnej i dopiero zakończenie transmisji całego bloku generowało przerwanie sprzętowe. Takie rozwiązanie pozwalało wykorzystać maksymalną, dostępną dla danego urządzenia prędkość przesyłu danych do pamięci operacyjnej oraz równolegle zapewniało największą wydajność wykonania programów dzięki zdjęciu z procesora zadania obsługi transmisji pojedynczych bajtów/słów.
Duża liczba modułów powodowała, że MERA-60 była komputerem do wielu zastosowań w sterowaniu i obliczeniach. Poniżej przykładowy wykaz modułów:

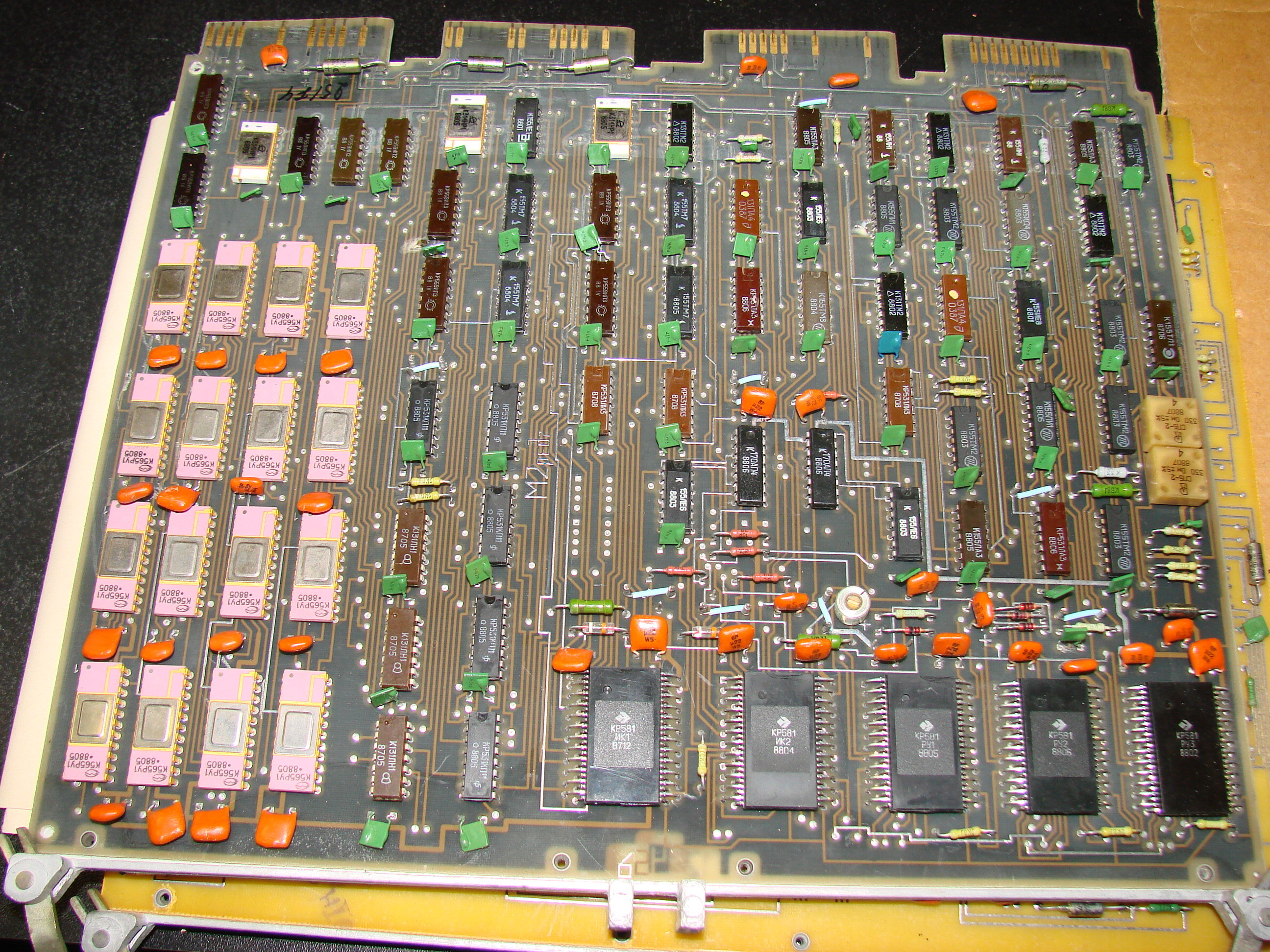
Karta procesora M2

- M1 – Procesor 16-bitowy zrealizowany na pojedynczej płytce z blokiem 4 Ksłów pamięci półprzewodnikowej (odpowiednik procesora LSI-11/03 firmy Digital Equipment Corporation)
- M2 – Procesor M1 z listą rozkazów rozszerzoną o rozkazy arytmetyczne i zmiennoprzecinkowe
- P1 – Dynamiczna pamięć półprzewodnikowa o pojemności 4 Ksłów, zrealizowana na pojedynczym pakiecie, współpracująca z procesorem M1
- K500, K502, K504 – Moduły terminatorów magistrali MERA-60
- MCD-60 moduł taśmy papierowej obsługiwał czytnik taśmy papierowej CT-2100 i dziurkarkę taśmy DT-105
- MCM-60 – Moduł sprzężenia magistrali MERA-60 ze sterownikiem kasety CAMAC typu 100
- MDE-60 – Moduł sprzężenia z pamięcią na dyskach elastycznych, typu SP-60 M
- MDK-60 – Moduł transmisji szeregowej (według standardu V.24), z możliwością przełączenia na transmisję w pętli prądowej
- MDT-60 – Sterownik 4 pamięci dyskowych typu SM-5 400
- MDX-60 – Moduł wejść-wyjść cyfrowych – niebuforowanych (2 × 18 wejść) i buforowanych linii danych (2 × 18 wyjść) z 16 sygnałami sterującymi i 4 sygnałami zewnętrznymi mogącymi wywołać przerwanie (poziom sygnałów TTL)
- MLP-60 – Moduł transmisji równoległej słowa 8 bitowego, do komunikacji z urządzeniami znakowymi pracującymi w trybie start-stopowym; wyposażony w dodatkowe sygnały do współpracy z drukarką mozaikową DZM-180
- MMT-60 – Moduł czterokanałowy transmisji szeregowej (według standardu V.24), z rozszerzoną możliwością wyboru szybkości transmisji liczby bitów stopu i sposobu kontroli transmisji dla obu kierunków
- MPD-60/8 – Dynamiczna pamięć półprzewodnikowa o pojemności 8 Ksłów, zrealizowana na pojedynczym pakiecie
- MPD-60/16 – Pamięć o cechach pamięci MPD-60/8 i o pojemności 10 Ksłów
- MPK-60 – Moduł sprzężenia z kasetową pamięcią taśmową typu PK-1
- MPT-60 – Moduł sprzężenia z pamięcią taśmową typu PT-305
- MQU-60 – Moduł sprzężenia magistrali MERA-60 z magistralą UNIBUS
- MTB-60 – Moduł terminatora ze wbudowanym programem rozruchowym
- MTT-60 – Moduł transmisji szeregowej (według standardu V.24) z rozszerzoną możliwością wyboru szybkości transmisji liczby bitów stopu i długości słowa
- MUX-60 – Moduł multipleksera 64 wejść dwustanowych zorganizowanych bitów (64 × 4) lub bajtowo (8 × 8 bitów, poziom sygnałów TTL)
- MWW-60 – Moduł wejść-wyjść cyfrowych dla 16 niebuforowych linii danych z dwoma sygnałami sterującymi i dwoma sygnałami zewnętrznymi, mogącymi wywołać przerwanie (poziom sygnałów TTL). Mógł być wykorzystany jako moduł transmisji równoległej
- PPZ – Półprzewodnikowa Pamięć Zewnętrzna. Pojemność pamięci wynosiła od 0,5 do 4 MB, mogła pracować jako emulator dysku SM 5400 (odpowiednika CDC-9427) lub jako zewnętrzna pamięć stronicowana umożliwiająca przełączanie obszaru pamięci widzianego przez procesor w określonym obszarze adresów pamięci operacyjnej. Była opracowana dla realizacji systemu MASTER[12].